# Église Saint-Phal de Gy-l'Évêque
L'église de Gy-l'Évêque est située sur la commune de Gy-l'Évêque dans le département de l'Yonne, en France.

## Description
Façade de pure style du treizième siècle.
La façade d'origine était plus haute et présentait un fronton supérieur percé de deux fenêtres romanes.

## Historique
L'église s'est effondrée le dimanche  3 décembre 1924 à deux heures de l'après midi. ensevelissant le maitre autel et ses stalles Renaissance. Aucun blessé ne fut à déplorer. Seule la façade est restée debout.
Cette église a fait l'objet d'un classement postérieur portant sur ses ruines et le portail. L'abbé Verdier, curé-doyen de Coulanges-la-Vineuse, a consacré sa vie à tenter de reconstruire l'église. Il est mort, bercé par l'illusion d'une intervention des pouvoirs publics. C'est en fait l'action énergique et financièrement décisive de Jean Meunier qui parviendra à faire aboutir le projet, avec l'intérêt bienveillant des municipalités de la fin du XXe siècle. L'« association du Christ aux orties » finance ainsi, après la remise à niveau des murs ruinés, la couverture du chœur, de la nef et des bas-côtés, les vitraux et le rangement des moellons issus de la chute de 1924 dans un hangar. Les travaux finaux se sont achevés dans une grande discrétion vis-à-vis de la presse qui n'avait pas manqué de souligner l'incongruité de l'opération pour l'Église dans l'Yonne. Depuis la réouverture au culte, l'église fait la fierté des nouvelles générations d'habitants.
Jean meunier a choisi une entreprise de Joigny pour le gros oeuvre (murs, couverture) et le maître-verrier Defert d'Auxerre pour les vitraux du choeur. 
L'édifice est classé au titre des monuments historiques en 1925.